# Walter Adam (Journalist)

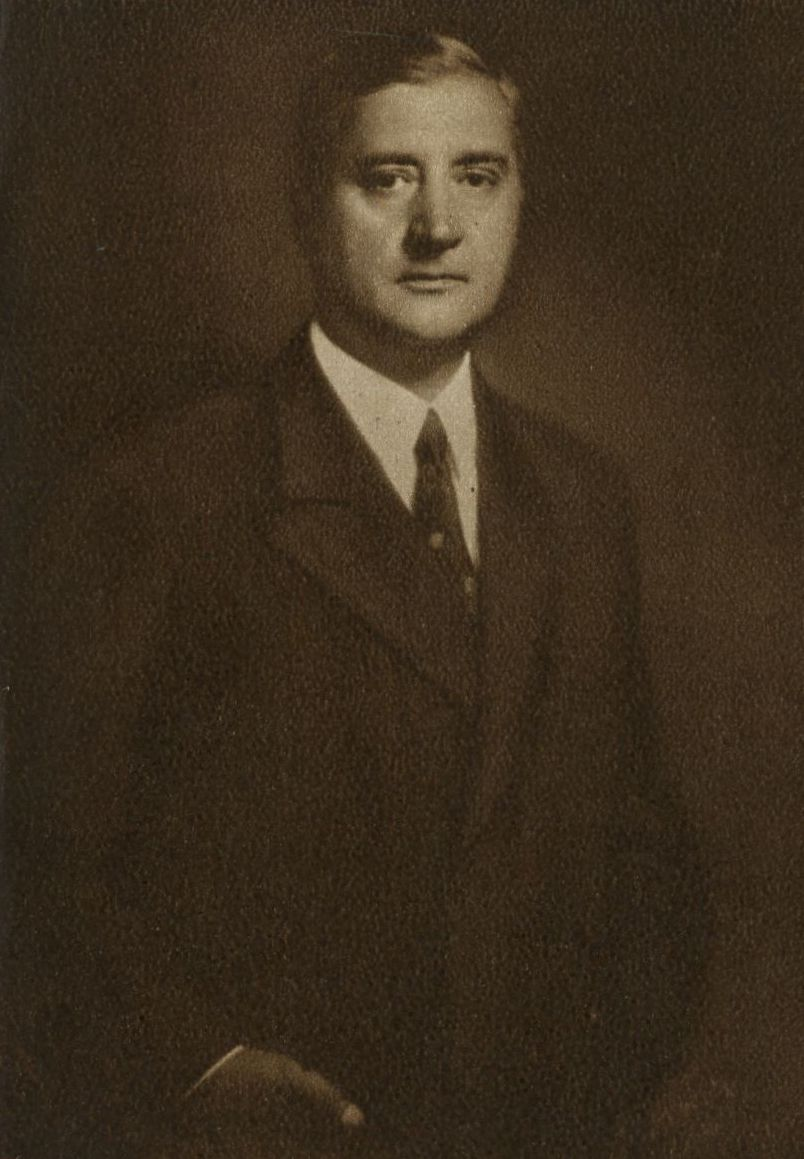
Walter Adam, um 1934

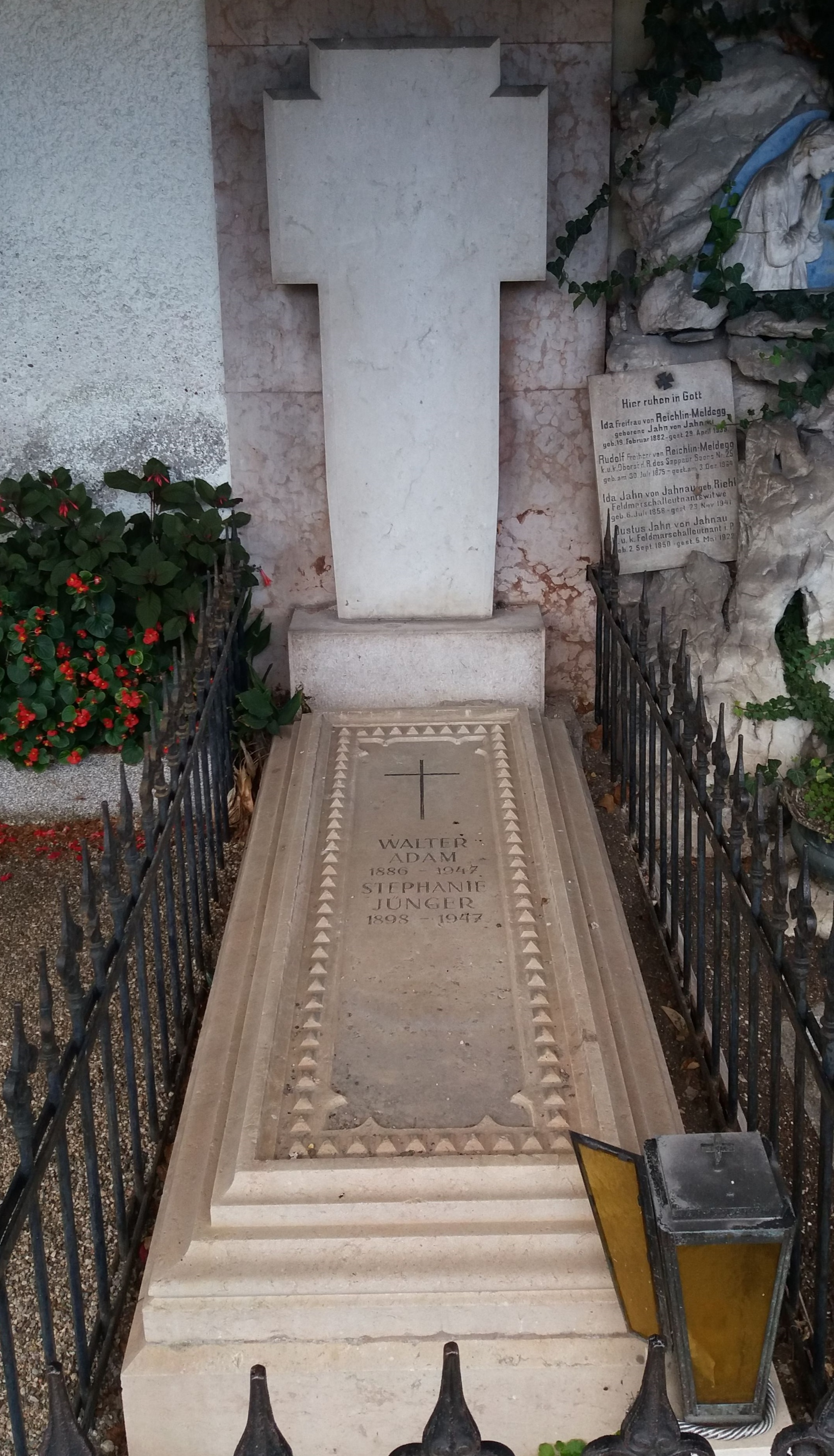
Grab von Walter Adam auf dem Friedhof Bad Ischl

Walter Adam (* 6. Jänner 1886 in Klagenfurt; † 26. Februar 1947 in Innsbruck) war der Chef des Bundespressedienstes in Österreich und Generalsekretär der Vaterländischen Front (VF). 

## Leben
Da sein Vater im österreichischen Heer diente, lernte Adam in seiner Kindheit beim Wechsel der Garnison die Städte Linz, Innsbruck und Lemberg kennen. Ab dem vierzehnten Lebensjahr besuchte er eine Militärschule für Offiziersanwärter. Als Fähnrich trat er in das Infanterie-Regiment 59 ein, das in Salzburg stationiert war.
Die Kriegsschule in Wien absolvierte er von 1909 bis 1912, wonach er in den Generalstab versetzt wurde. Im Ersten Weltkrieg zeichnete er sich in Serbien und bei der 14. Gebirgsbrigade aus, sodass er vorzeitig zum Hauptmann befördert wurde. Später gehörte er zum Stab von Feldmarschall Conrad von Hötzendorf. Für einen Einsatz in der Türkei ernannte man ihn zum Stabschef der österreichisch-ungarischen Truppen.
Nach dem Ende des Krieges verblieb er im Heeresdienst und wirkte beim neuen Bundesminister für Heereswesen, Carl Vaugoin, bei dessen Aufgaben zur Neustrukturierung des Heeres mit. Im Jahre 1924 verließ er den Militärdienst. Im gleichen Jahr wurde er Mitglied in der Redaktion der von der christsozialen Partei herausgegebenen Reichspost. Wegen seiner besonderen journalistischen Fähigkeiten stieg er bald zum Stellvertreter des Chefredakteurs Friedrich Funder auf.
Seine hauptsächlichen Themenbereiche in der Zeitung waren der Völkerbund, die Fragen der Abrüstung und die Probleme der Revision der Friedensverträge. In diesen Positionen vertrat er zwar auch im Deutschen Reich vertretene Auffassungen,  wandte sich jedoch gegen einen Anschluss oder eine Angleichung  Österreichs  an das Deutsche Reich  und lehnte auch den Antisemitismus ab.
Als Bundeskanzler Engelbert Dollfuß ihm im Jahre 1934 das Amt des Bundeskommissärs im Heimatdienst übertrug, schied er aus der Zeitungsredaktion aus.
In seinen Vorträgen und Ansprachen, die auch zum Teil im Rundfunk zu hören waren, unterstrich Adam die besonderen kulturellen Eigenheiten Österreichs. Diese Eigenheiten würden die politische Linie begründen, dass Österreich auch weiterhin politisch unabhängig und selbstständig bleiben müsse. Dazu aber sei es erforderlich, dass die Anhänger der verschiedenen politischen Strömungen sich in einer von Dollfuß gegründeten „Vaterländischen Front“ zusammenfinden, zu deren neuem Generalsekretär Adam im Oktober 1934 von Kurt von Schuschnigg bestellt wurde. Ab 1. November 1934 war er außerdem Mitglied des Staatsrats. Mit diesen Stellungen gehörte er zu den führenden politischen Persönlichkeiten in Österreich, und 1936 wurde ihm für sein beständiges Eintreten für ein unabhängiges Österreich vom Bundespräsidenten das Komturkreuz mit dem Stern des österreichischen Verdienstordens verliehen.
Als Vizekanzler Ernst Rüdiger Starhemberg aus der Regierung ausschied, trat auch Adam im Mai 1936 als Generalsekretär der VF zurück, versah jedoch als Bundeskommissär für den Heimatdienst weiterhin die Propagandaleitung. Nach dem Rücktritt von  Minister Eduard Ludwig übernahm Adam im Dezember 1936 auch die Leitung des Bundespressedienstes und legte sein Mandat im Staatsrat zurück. Damit war in seiner Person der gesamte Apparat der österreichischen Presse und der Propaganda konzentriert.
Die Frankfurter Zeitung gab am 10. März 1937 den Artikel „Befriedung in Etappen - Die jüngste Entwicklung der inneren Politik in Österreich“ bekannt, der eine angebliche neue Linie der Politik in Österreich begründete, weil darin die Möglichkeit vorgestellt wurde, dass durch eine Gründung eines „Deutsch-sozialen Volksbundes“ eine neue Basis für die illegale Opposition der Nationalsozialisten ermöglicht werden sollte. Adam wies diese angeblichen Absichten zurück, da die Frankfurter Zeitung den Artikel aufgrund falscher Informationen oder als ein politisches Manöver verfasst habe.
Als im Februar 1938 Schuschnigg bei Hitler über das Verhältnis des Deutschen Reiches und der Nationalsozialisten zu Österreich in Berchtesgaden verhandelte, wurde ihm eine Liste von Forderungen, die der deutsche Botschafter Wilhelm Keppler formuliert hatte, vorgelegt, die als „Diktat von Berchtesgaden“ in die Geschichte eingegangen ist. In Punkt 7 der Forderungen wurde die Ablösung von Adam gefordert. Im später veröffentlichten Protokoll wurde Adam allerdings nicht mehr erwähnt.
Am 16. Februar 1938 veröffentlichte Adam noch einen Kommentar zu dem Kommunique von Berchtesgaden, in dem er nochmals die Hoffnung äußerte, die gestellten Forderungen wären mit der politischen Struktur in Österreich vereinbar. Am Abend des 11. März 1938 besetzte der Putschist Hans Blaschke mit einer Gruppe Nationalsozialisten die Zentrale der „Vaterländischen Front“ und beseitigte die Präsentationssymbole der VF. Damit wurde im Zuge der Besetzung Österreichs diese Vereinigung gewaltsam beseitigt.
Wenige Tage später wurde Adam anhand einer Liste der Abteilung II D der Staatspolizeileitstelle Wien der Gestapo (bei Reichhold als Faksimile) zusammen mit 150 anderen  Personen verhaftet. Am 1. April 1938 wurde er mit dem „Prominententransport“ nach Deutschland ins KZ Dachau deportiert, wo er bis zum Sommer 1943 verblieb. Im Herbst 1943 wurde Adam ins Rheinland ausgewiesen. Hier kontaktierten ihn Emissäre des deutschen Widerstandes um Claus Graf Schenk von Stauffenberg.
Von seiner langen KZ-Haft immer noch geschwächt, verstarb Adam im Februar 1947 an Tuberkulose. Sein Grab befindet sich auf dem Friedhof Bad Ischl.

## Schriften
- Vaterländische Front-Staat-Berufsverbände, in: Volkswohl, Jahrgang 26, Heft 3, 1934/35.
- Unser Staatsprogramm, Wien 1935.
- Nacht über Deutschland. Erinnerungen an Dachau. Ein Beitrag zur Kulturgeschichte des Dritten Reiches. Aus dem literarischen Nachlaß von Walter Adam, Wien 1947.

## Referenzen
- Adam Walter. In: Österreichisches Biographisches Lexikon 1815–1950 (ÖBL). Band 1, Verlag der Österreichischen Akademie der Wissenschaften, Wien 1957, S. 4.
- Friedrich Funder: Als Österreich den Sturm bestand. Wien 1957.
- Dieter Wagner, Gerhard Toinkowitz: „ein Volk, ein Reich, ein Führer!“: Der Anschluss Österreichs 1938. 1968.
- Oskar Regele:  Feldmarschall Conrad: Auftrag und Erfüllung 1906–1918. 1955.
- Karl Bömer: Handbuch der Weltpresse. Leipzig 1937.
- Ludwig Reichhold: Kampf um Österreich – Die Vaterländische Front und ihr Widerstand gegen den Anschluß 1933–1938. Wien 1984.